# Chouriça de Carne de Vinhais
A Chouriça de Carne de Vinhais IGP ou Linguiça de Vinhais IGP é um produto de origem portuguesa com Indicação Geográfica Protegida pela União Europeia (UE) desde 19 de junho de 1998.

## Agrupamento gestor
O agrupamento gestor da indicações geográficas protegidas "Chouriça de Carne de Vinhais" e "Linguiça de Vinhais" é a ANCSUB - Associação Nacional de Criadores de Suínos da Raça Bísara.